# 南根腐病
南根腐病（みなみねぐされびょう、英名:brown root rot）は世界各地の熱帯亜熱帯地域を中心に発生している樹木を中心としたの植物の病気である。シマサルノコシカケ（Phellinus noxius、タバコウロコタケ科）という菌類の感染を原因とする感染症で、病原性が強く枯死しやすいこと、非常に多くの種類の植物に感染することが問題となっている。病名の由来は南方で発生している根が腐る病気ということから。

## 症状と診断
樹木地上部の萎凋、落葉、衰弱などが見られることが多いが、ガジュマルのようには根が侵されても気根を伸ばし代替経路を確保するため病徴が現れにくい樹種もあるという樹木がさらに弱ると地際部に暗色の菌糸膜が形成されるほか、腐朽部にはハチの巣状とも網目状とも言われる特徴的な暗色菌糸が見られることが特徴。生きた組織を犯し萎凋症状を起こすために最終的に立枯れるか、もしくは腐って強度が落ちたところに、熱帯地域に多い台風やサイクロンの影響で倒伏することで枯死する。
簡易的な診断は地際部の菌糸膜、樹皮を剥いだうえで特徴的な腐朽の様子を確認する。子実体の発生は稀であるとされるが、小笠原諸島の事例ではよく見られたという。

### 原因菌 シマサルノコシカケ
和名シマサルノコシカケはFomes jamaensis Murrillとされた小笠原産の標本をもとに、菌類学者の安田篤（1868-1924）が付けたもので漢字表記は島猿腰掛。

1980年代に石垣島で大規模な枯損被害があったときに小笠原の標本が再検討され、Phellinus noxisとして分類しなおされ同時に病名を南根腐病、病原菌名についてはシマサルノコシカケとキコロシサルノコシカケのうち、先名権から前者を使うことが提案された。以後日本ではこの名前が広く使われている。
集団枯損被害になるのは防風林や生垣など人為的に造成されたものでの被害が多いという

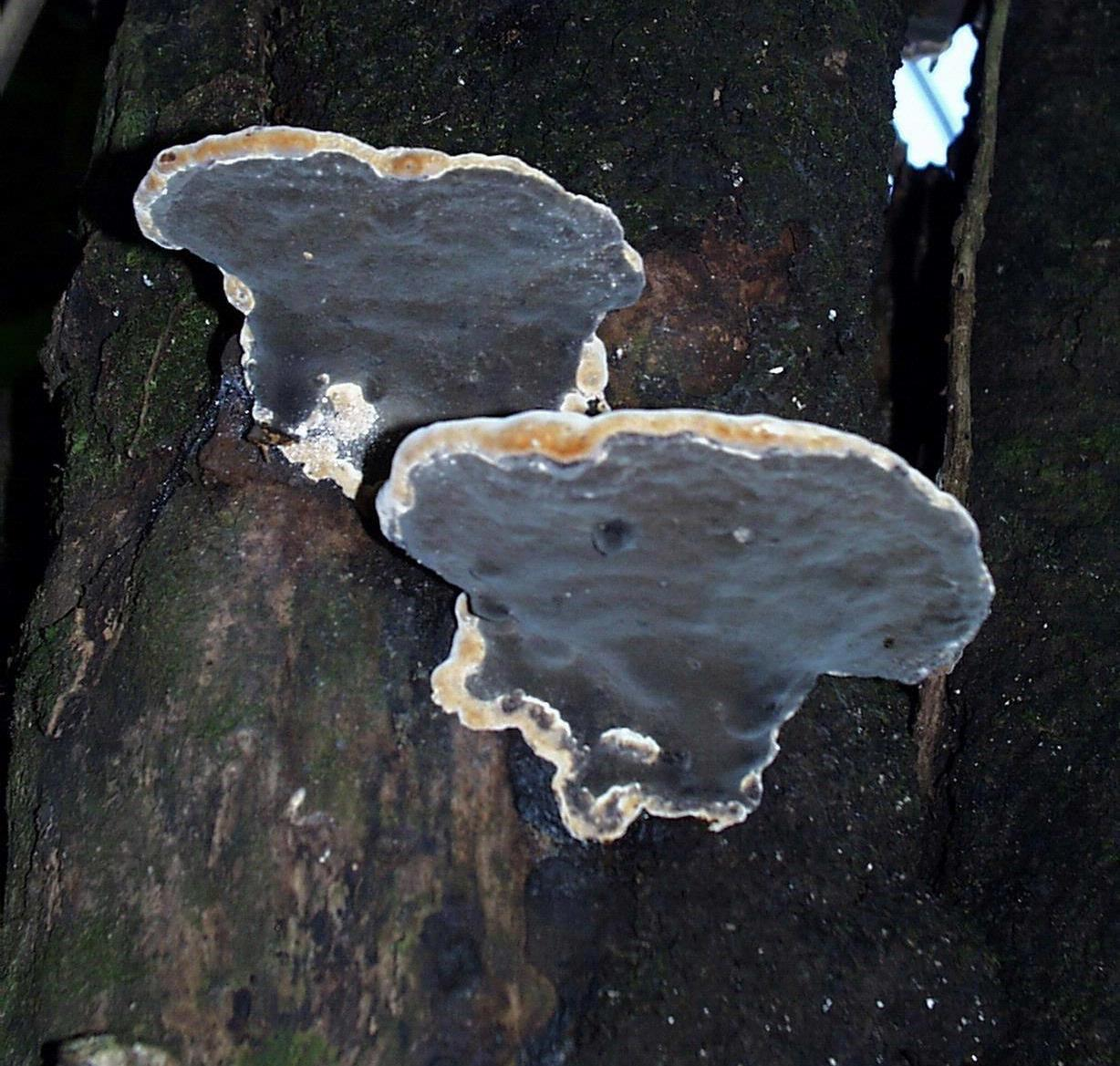
シマサルノコシカケ子実体

## 影響
有用樹種を枯損させることによる直接的な被害のほか、防風林を枯損させることによる防風防砂能力の低下により、農地への間接的な影響。

## 対策
被害区域での重機及び人力による罹病木残渣の徹底的な除去とクロルピクリンによる土壌燻煙が有効だというが非常に手間のかかることが欠点として挙げられている